# BeReal
BeReal är en fransk app för sociala medier som släpptes 2020. Den utvecklades av Alexis Barreyat och Kevin Perreau och blev populär bland Gen Z i början av 2022.
Appens funktion är att användarna ombeds att dela ett foto från vad de gör just då under ett slumpmässigt utvalt tvåminutersintervall varje dag. Kritiker noterade dess betoning på autenticitet, vilket vissa ansåg gick över gränsen till vardaglighet.

## Historia
Appen utvecklades av Alexis Barreyat, en tidigare anställd på GoPro, och Kevin Perreau, och blev populär bland generation Z i början av 2022. Den spreds först på universitetsområden, delvis tack vare ett betalt ambassadörsprogram. I april hade den laddats ner över 6. 8 miljoner gånger, med majoriteten av nedladdningarna under 2022. BeReal fick en finansieringsrunda på 30 miljoner dollar från Andreessen Horowitz. I maj 2022 hade appen 10,7 miljoner globala installationer och företaget värderades till 600 miljoner dollar.

## Funktioner
En gång om dagen meddelar BeReal alla användare ett tvåminutersintervall, och ber användarna att dela en bild från det de gör just då. Tiden varierar från dag till dag. Om en användare lägger upp sin dagliga bild senare än tvåminutersintervallet meddelas andra användare om detta. Användarna får inte lägga upp mer än en bild per dag. På grund av den dagliga cykeln av engagemang har den jämförts med Wordle, som fick popularitet tidigare under 2022.
BeReal har beskrivits som utformad för att konkurrera med Instagram, samtidigt som den avdramatiserar beroende av och överanvändning av sociala medier. Appen tillåter inga fotofilter eller annan redigering och visar ingen reklam eller antal följare.

## Mottagning
Jason Koebler, skribent på Vice, skrev att i motsats till Instagram, som ger en ouppnåelig bild av människors liv, får BeReal i stället "alla att se extremt tråkiga ut." Niklas Myhr, professor i sociala medier vid Chapman University, hävdade att djupet i engagemanget kan avgöra om appen är en övergående trend eller om den har "uthållighet". " Kelsey Weekman, reporter på BuzzFeed News, noterade att appens ovilja att "glamorisera livets banalitet" fick den att kännas "ödmjuk", trots att den betonar autenticitet.